# アラン・ディーン・フォスター

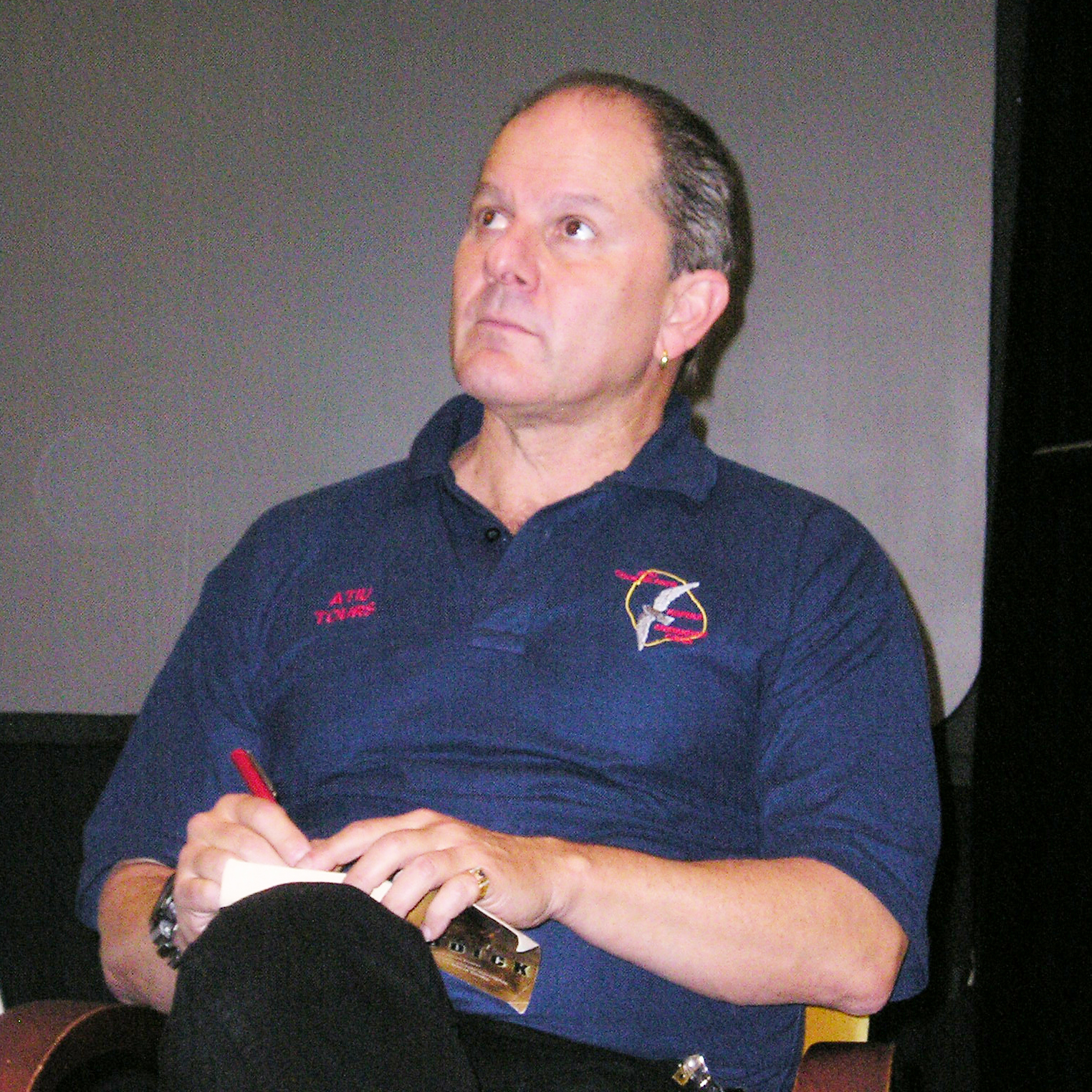
アラン・ディーン・フォスター（2007年）

アラン・ディーン・フォスター（Alan Dean Foster、1946年11月18日 - ）は、アメリカ合衆国ニューヨーク出身のSF作家、ファンタジー作家。映画やアニメのノヴェライズで有名。 

## 経歴
ロサンゼルスで育ち、カリフォルニア大学ロサンゼルス校では政治学で学士号、映画研究で修士号を得る。1971年に作家デビュー。1974年から映画のノヴェライズ作品を書き始め有名になった。
1975年に結婚。ちなみに新婚旅行の行き先は、日本（東京、日光）だった。

## 著作リスト

### 小説
- スター・ウォーズ
  - 『侵略の惑星』（Splinter of the Mind's Eye (1978)、小倉多加志訳、サンリオ） 1978
  - 『スター・ウォーズ - 崩壊の序曲』（Star Wars: The Approaching Storm 、酒井昭伸訳、ソニー・マガジンズ） 2002
- 『密林・生存の掟』（Primal Shadows (2002)、中原尚哉訳、扶桑社ミステリー） 2003

#### スペルシンガー・サーガ
- 『スペルシンガー』（Spellsinger (1983) 、宇佐川晶子訳、ハヤカワ文庫FT） 1993
- 『救世の使者』（The Hour of the Gate (1984) 、宇佐川晶子訳、ハヤカワ文庫FT） 1993
- 『頭の痛い魔法使い』（The Day of The Dissonance (1984) 、宇佐川晶子訳、ハヤカワ文庫FT） 1994
- 『わがままな魔術師』（The Moment of the Magician (1984) 、宇佐川晶子訳、ハヤカワ文庫FT） 1998
- 『不機嫌な魔界の旅人』（The Paths of the Perambulator (1985) 、宇佐川晶子訳、ハヤカワ文庫FT） 1998
- 『困りものの魔法の楽器』（The Time of the Transference (1987) 、宇佐川晶子訳、ハヤカワ文庫FT） 1999
- Son of Spellsinger (1993) ：未訳
- Chorus Skating (1994) ：未訳

### ノヴェライズ
- 『エイリアン』（Alien (1979) 、深町眞理子訳、角川文庫） 1979
- 『タイタンの戦い』（Clash of the Titans (1981)、沢川進訳、角川文庫） 1981
- 『遊星からの物体X』（The Thing (1982) 、野口幸夫訳、サンリオ） 1982
- 『スターマン』（Starman (1984)、田中一江訳、集英社文庫） 1985
- 『スター・ファイター』（The Last Starfighter (1985)、小川隆訳、新潮社文庫） 1985
- 『エイリアン2』（Aliens (1986) 、野田昌宏訳、角川文庫） 1986
- 『エイリアン・ネイション』（Alien Nation(Outer Heat) (1988)、高橋良平訳、新潮文庫） 1988
- 『エイリアン3』（Alien 3 (1992)  、東江一紀訳、角川文庫） 1992
- 『The Dig』（The Dig (1996)、池谷律代訳、メディアワークス） 1997
- 『リディック』（The Chronicles of Riddick (2004)、江崎リエ訳、角川文庫） 2004
- トランスフォーマー
  - 『トランスフォーマー』（Transformers (2007)、中原尚哉訳、ハヤカワ文庫SF） 2007
  - 『トランスフォーマー ゴースト・オブ・イエスタデイ』（Transformers: Ghosts of Yesterday (2007)、金子司訳、ハヤカワ文庫SF） 2007
  - 『トランスフォーマー/リベンジ』（Transformers: Revenge of The-Fallen (2009)、中原尚哉訳、ハヤカワ文庫SF） 2009
- 『スター・トレック』（Star Trek (2009)、北原尚彦, 尾之上浩司, 増田まもる共訳、角川文庫） 2009
- 『ターミネーター4』（Terminator Salvation: The Official Movie Novelization (2009)、富永和子訳、角川文庫） 2009